# Parastrangalis ishigakiensis
Parastrangalis ishigakiensis là một loài bọ cánh cứng trong họ Cerambycidae.